# Pseudaonidia baikeae
Pseudaonidia baikeae är en insektsart som först beskrevs av Robert Newstead 1914.  Pseudaonidia baikeae ingår i släktet Pseudaonidia och familjen pansarsköldlöss. Inga underarter finns listade i Catalogue of Life.